# Damrak

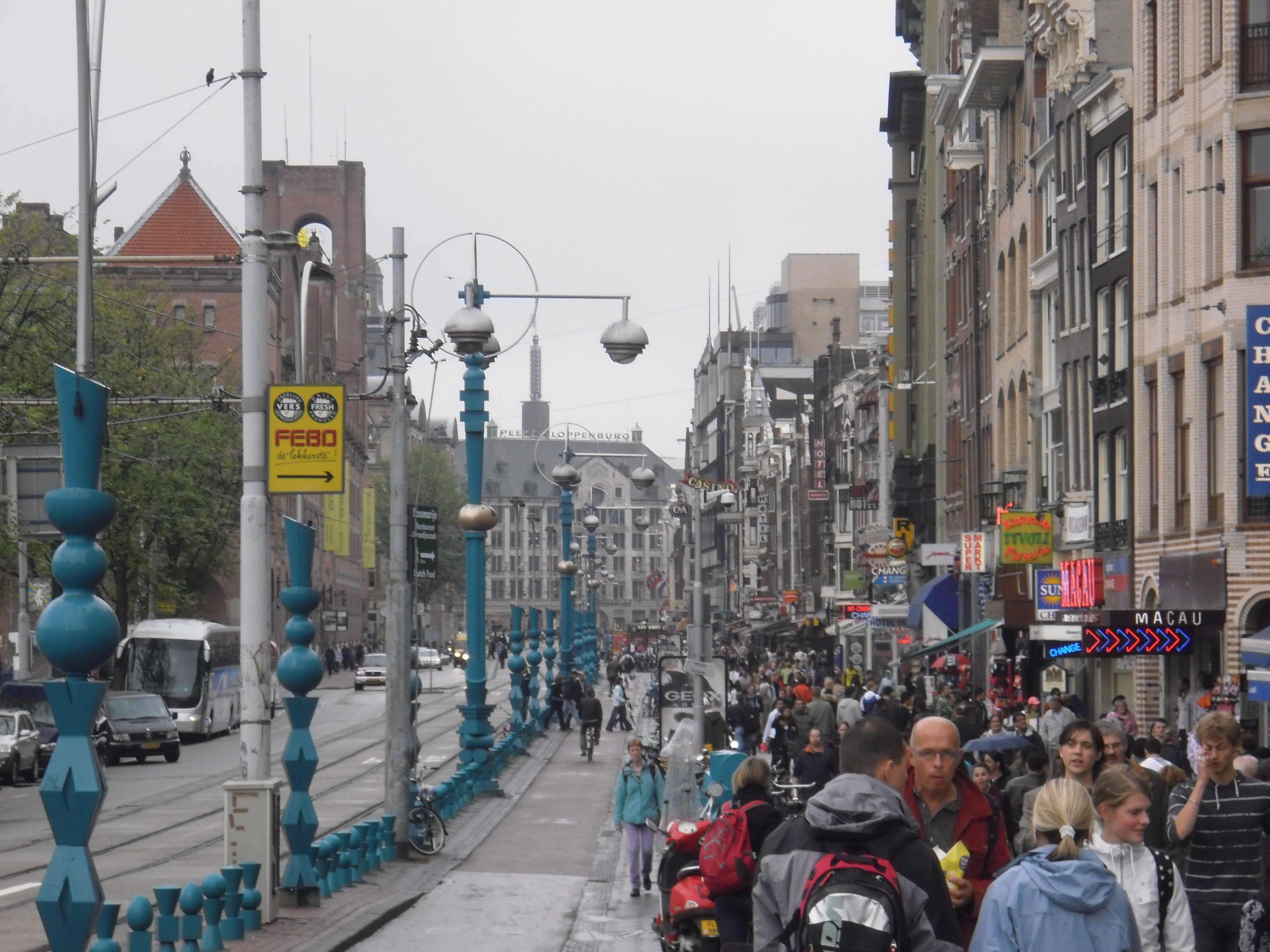
A Damrak

A Damrak Amszterdam egyik legforgalmasabb utcája. A központi pályaudvart (Amsterdam Centraal) köti össze a Dam térrel. Folytatása a Rokin. Az út csatorna részleges feltöltésével jött létre. A legtöbb belvárost érintő villamosvonal a Damrakon fut végig. Az utat követi majd az amszterdami metró új vonala is. Az utca jelentős épülete az egykori tőzsde, a Beurs van Berlage, valamint a Hotel Victoria. Ugyanitt található az amszterdami Szexmúzeum valamint a Vodkamúzeum.